# The Town and the City (album)
The Town and the City è un album dei Los Lobos, pubblicato dalla Mammoth Records nel 2006.

## Tracce
1. The Valley – 4:33 (David Hidalgo, Louie Pérez)
2. Hold On – 4:30 (David Hidalgo, Louie Pérez)
3. The Road to Gila Bend – 4:41 (David Hidalgo, Louie Pérez)
4. Chuco's Cumbia – 3:32 (Cesar Rosas)
5. If You Were Only Here Tonight – 2:54 (David Hidalgo, Louie Pérez)
6. Luna – 3:27 (David Hidalgo, Louie Pérez, Luis Torres)
7. Two Dogs and a Bone – 2:26 (David Hidalgo, Louie Pérez)
8. Little Things – 4:49 (David Hidalgo, Louie Pérez)
9. The City – 4:21 (David Hidalgo, Louie Pérez)
10. Don't Ask Why – 5:25 (David Hidalgo, Louie Pérez)
11. No puedo más – 4:59 (Cesar Rosas)
12. Free Up – 3:36 (David Hidalgo, Louie Pérez, Eddie Gorodetsky)
13. The Town – 4:47 (David Hidalgo, Louie Pérez)

## Musicisti
- David Hidalgo - chitarra ritmica, chitarra elettrica, voce solista, accompagnamento vocale
- Cesar Rosas - chitarra ritmica, voce solista, accompagnamento vocale
- Steve Berlin - sassofono, tastiere, strumenti a fiato
- Conrad Lozano - basso, accompagnamento vocale
- Louie Pérez - batteria, chitarra ritmica, percussioni, voce solista, accompagnamento vocale

Musicista aggiunto 
- Cougar Estrada - batteria, percussioni